# Füleki izraelita temető
A füleki izraelita temető egy 1820-ban nyílt izraelita temető, amely ma már nem üzemel.

## Fekvése
A külvárosban, az iparnegyed szélén fekvő csendes kis izraelita temető 700 méterre van a Fülek-gyártelep megállóhelytől és alig negyedórányi sétára a belvárostól.

## Története
A középkori füleki zsidókról csak nagyon kevés adat maradt fenn. A fordulat 1820-ban következett be, amikor megalakult a Chevra Kadischa Szent Társaság. Ebben az évben kaptak engedélyt a füleki zsidók egy temető létesítésére a Sávolyi úton.